# Adalbertsturm

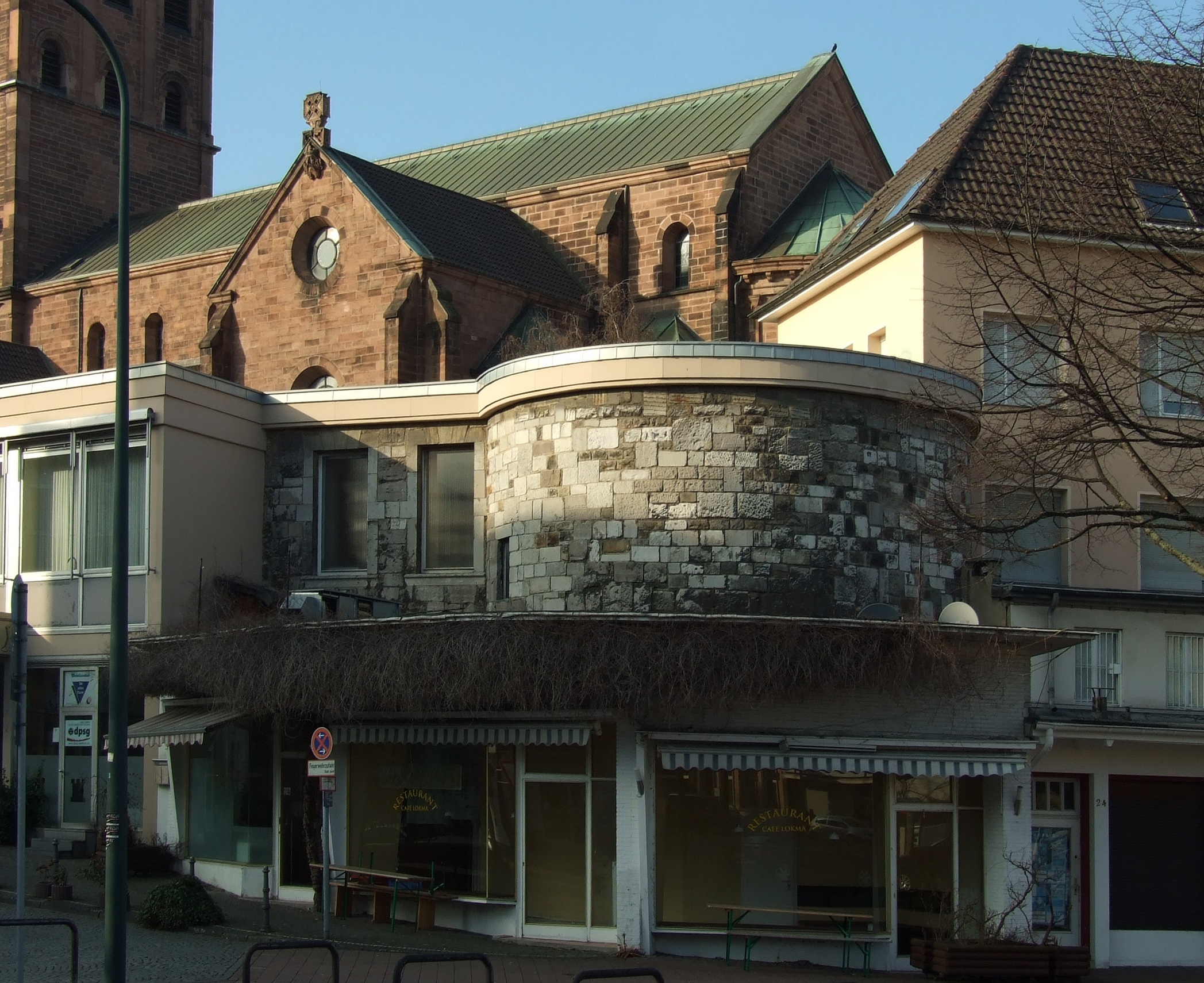
De Adalbertsturm in 2009

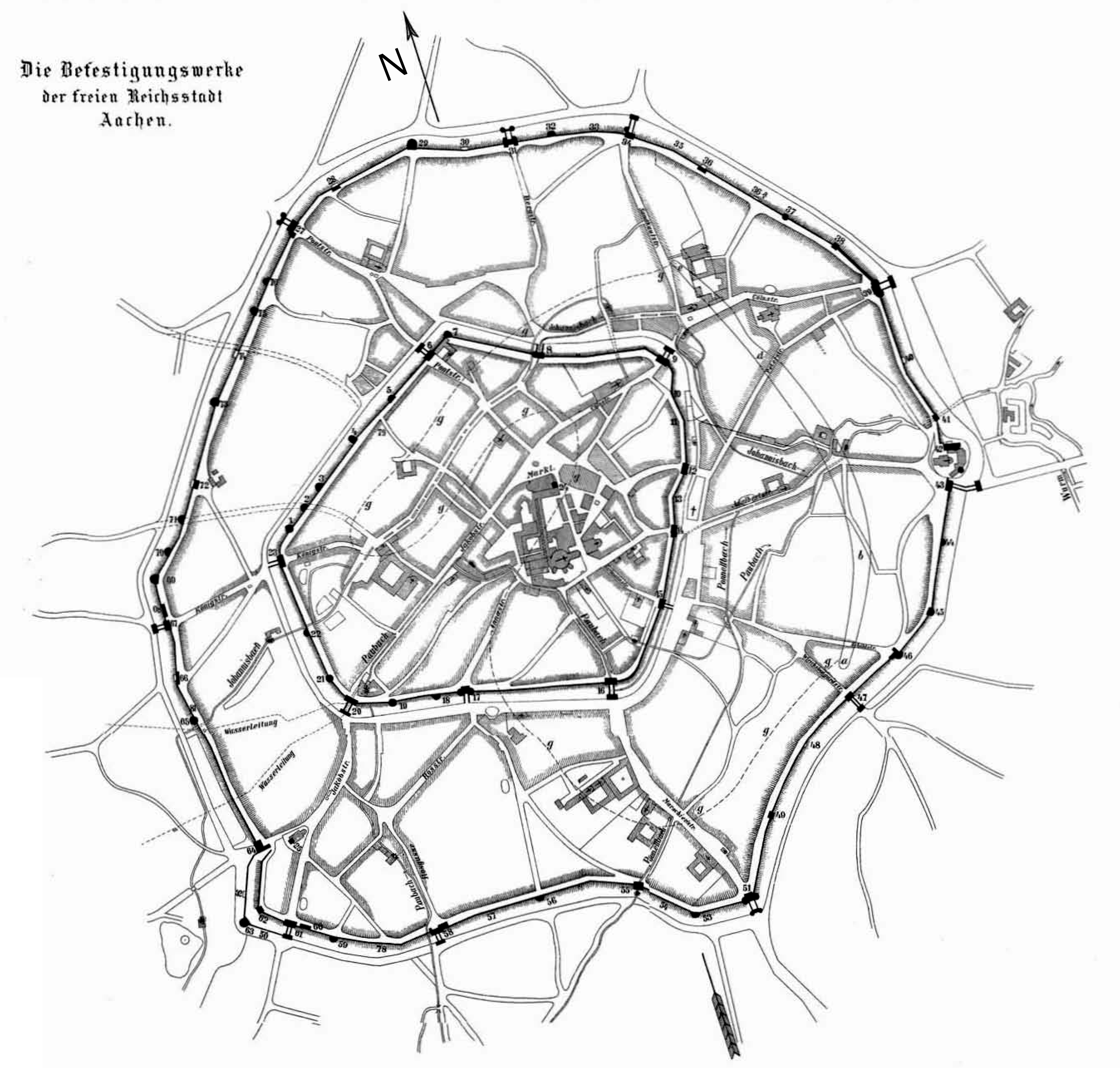
Overzicht van de vestingwerken in Aken. Het zwarte rondje tussen nummer 42 en 43 is de Adalbertsturm.

De Adalbertsturm was een weertoren en maakte deel uit van de tussen 1257 en 1357 gebouwde buitenste stadsmuren van de Duitse stad Aken. De waltoren bestaat nog steeds.

## Locatie
In de buitenste ringmuur stond de Adalbertsturm in het oosten tussen de Kölntor (in het noorden) en de Adalbertstor (in het zuidwesten). Ze bevindt zich op de zuidkant van de rotsformatie Adalbertsfelsen achter de Sint-Adalbertkerk, direct naast de Kaiserplatz en naast de Adalbertstor. Tussen de Adalbertsturm en de Kölntor bevonden zich een erker van de Akense stadsmuren, de weertoren Wasserturm en een van de wachthuizen van de Akense stadsmuren: Wachthuis op de Adalbertsstift.

## Geschiedenis
De bouwdatum van de Adalbertsturm werd niet overgeleverd, maar werd vermoedelijk opgetrokken in de 13e of 14e eeuw aangezien in de periode van 1257 tot 1357 de buitenste stadsmuur gebouwd werd.
Ten tijde van de Franse bezetting van Aken gaf Napoleon instructies om de militaire betekenis van Aken te minimaliseren. Als gevolg daarvan werden grote delen van de stadsmuren geslecht, waarbij vermoedelijk de Adalbertsturm bijna volledig gespaard gebleven is.

## Beschrijving
De Adalbertsturm staat aan de zuidkant van de rotsformatie Adalbertsfelsen, waarop de Sint-Adalbertkerk staat en waar vroeger het Adalbertsstift en het Wachthaus op de Adalbertsstift zich bevonden. Vanwege deze nabijheid werd de toren vaak als onderdeel van het stift gezien en niet als een zelfstandig verdedigingsbouwwerk van de stadsmuur. Zo wordt de toren in het standaardwerk van Carl Rhoen over de verdedigingswerken van de vrije Rijksstad Aken wel in de kaart ingetekend, maar heeft de toren geen eigen referentienummer en wordt ze niet beschreven in de tekst.
De Adalbertsturm is een ronde toren met een doorsnede van ongeveer 7 meter. De toren is bijna volledig nog intact, waarbij alleen het bovenste deel van de muur en het oorspronkelijke spitse kegeldak ontbreken.

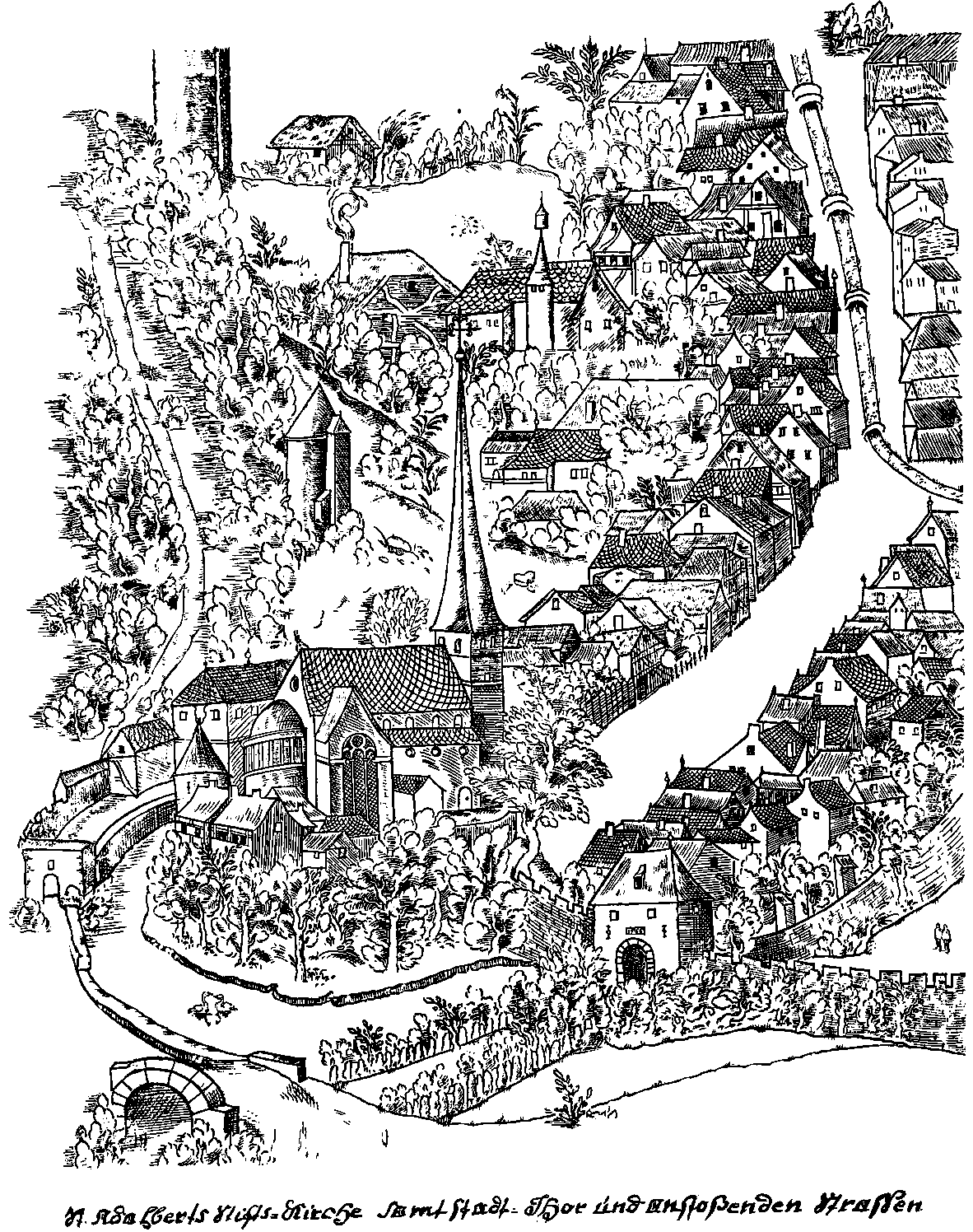
Gedeeltelijke weergave van Aken in 1566 met een schematische voorstelling van de Adalbertsturm (met puntdak links van de kerk)